# Захвати Уолл-стрит

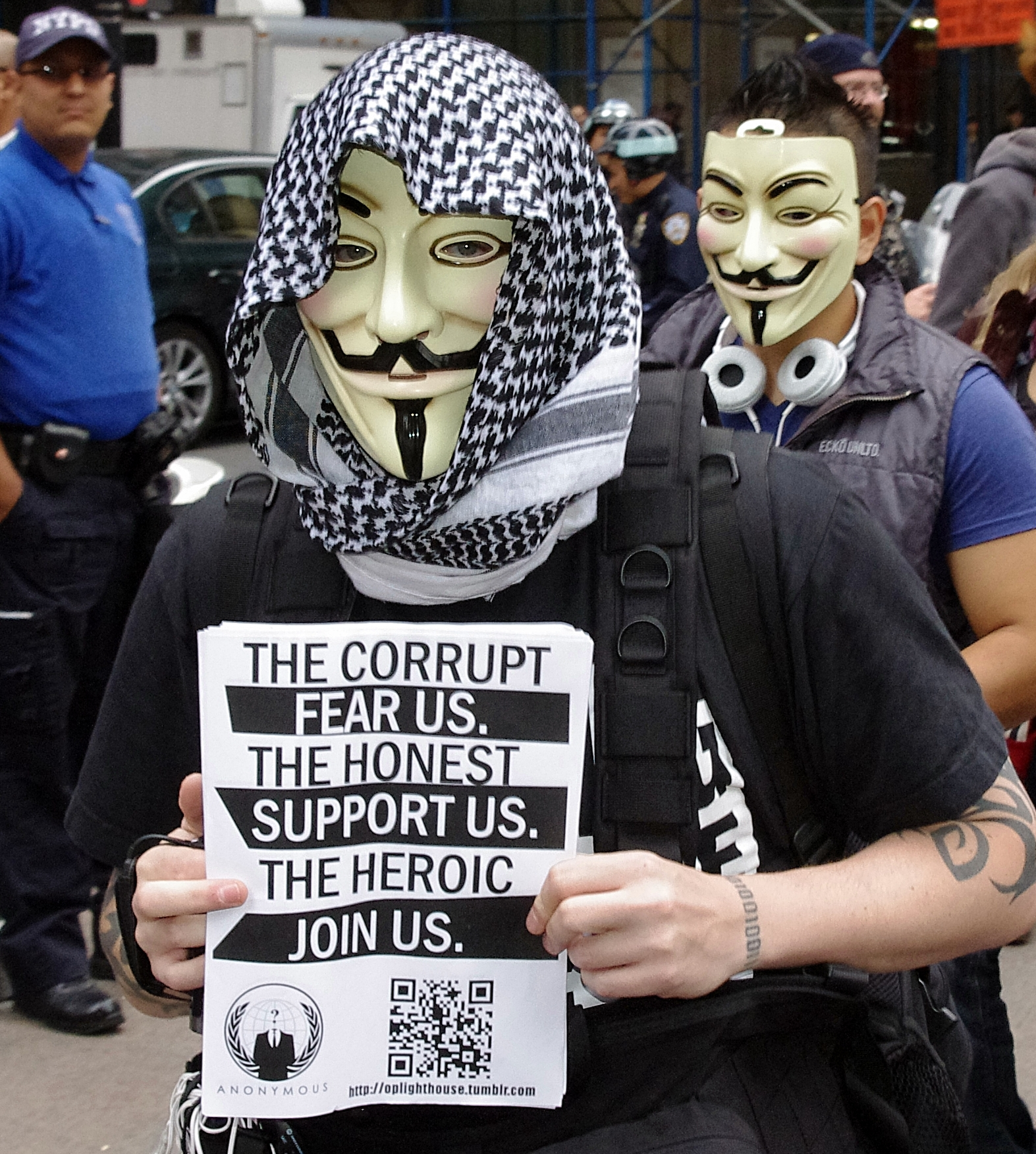
Член группы «Анонимус» в маске Гая Фокса во время протеста Захвати Уолл-стрит в Нью-Йорке 17 сентября 2011 года

«Захвати Уолл-стрит» (англ. Occupy Wall Street, сокр. OWS) — действия гражданского протеста в Нью-Йорке, начавшиеся 17 сентября 2011 года. Цель участников акции — длительный захват улицы Уолл-стрит в финансовом центре Нью-Йорка с целью привлечения общественного внимания к «преступлениям финансовой элиты» и призыв к структурным изменениям в экономике. Некоторые участники также протестовали против смертной казни Троя Дэвиса, которая имела место в штате Джорджия 21 сентября 2011 года.

## Хронология
Первоначальный протест и призывы по захвату Нижнего Манхэттена были предложены Калле Ласном и Мике М. Уайтом, редакторами канадского радикального антипотребительского журнала Adbusters. Первое подобное предложение появилось на веб-сайте Adbusters 2 февраля 2011 года под названием «Марш миллиона человек на Уолл-стрит». Калле Ласн зарегистрировал веб-адрес OccupyWallStreet.org 9 июня, и в том же месяце журнал Adbusters отправил своим подписчикам по электронной почте сообщение о том, что «Америке нужен собственный Тахрир». В сообщении в блоге от 13 июля 2011 г. Adbusters предложила мирный захват Уолл-стрита в знак протеста против влияния корпораций на демократию, отсутствие правовых последствий для тех, кто вызвал глобальный кризис и увеличивающееся неравенство в богатстве. Протест был продвинут с изображением танцовщицы на вершине знаменитой статуи Уолл-стрит Charging Bull. Активную поддержку оказывала интернет-группа Анонимус, которая создала видео, призывающее своих сторонников принять участие в акциях протеста. У движения «Захвати Уолл-стрит» нет однозначно выраженного лидера.
Акции протеста начались с 17 сентября на Уолл-стрит, в финансовом районе Нью-Йорка, когда произошёл захват парка Зукотти, где протестующие создали постоянный палаточный лагерь. На пресс-конференции, состоявшейся в тот же день, когда начались протесты, мэр Нью-Йорка Майкл Блумберг объяснил: «Люди имеют право на протест, и если они хотят протестовать, мы будем рады убедиться, что у них есть места, чтобы сделать это». Глава полиции Нью-Йорка Реймонд Келли публично заявил, что полиция Нью-Йорка не может запрещать протесты и производить аресты протестующих в парке Зукотти, поскольку это общественный парк и он должен быть открыт для свободного посещения 24 часа в сутки. Палаточный лагерь протестующих в парке Зукотти просуществовал два месяца и был разобран полицией 15 ноября 2011 года.
28 сентября 2011 года демонстранты получили поддержку нескольких крупных профсоюзов, включая Союз транспортных работников, который насчитывает около 40 тысяч членов. 30 сентября 2011 года участники движения прошли маршем возле штаб-квартиры нью-йоркской полиции. Около тысячи человек несли транспаранты с критикой действий правоохранительных органов. Акция протеста состоялась после того, как во время одной из демонстраций полицейские брызнули слезоточивым газом в четырёх женщин. Видеоролик с инцидентом быстро разошёлся в Интернете, и многие участники акции пообещали «стоять до конца». Демонстранты решили оставаться в палаточном городке в парке Зукотти всю зиму.
1 октября 2011 года полиция арестовала более 700 демонстрантов, участников движения «Захвати Уолл-стрит», которые запрудили проезжую часть в попытке пересечь Бруклинский мост. К 2 октября все арестованные были освобождены, за исключением 20 арестованных, которым было предъявлено обвинение в хулиганстве. 4 октября 2011 года трое протестующих были задержаны в Бостоне по подозрению в распространении наркотиков. Помимо этого, участников движения задерживали за такие правонарушения, как поджоги, убийство, изнасилования, кражи и вандализм.
5 октября. По оценкам, от 5000 до 15 000 демонстрантов маршируют от площади Фоли в нижнем Манхэттене до парка Зукотти. Марш проходит в основном мирно до наступления темноты, когда некоторые демонстранты арестованы после того, как 200 человек штурмуют полицейские баррикады, блокирующие их с Уолл-стрит.
13 октября. Мэр Нью-Йорка Блумберг объявил, что парк должен быть освобождён для уборки на следующее утро в 7 часов утра. Тем не менее протестующие поклялись «защищать палаточный лагерь» после того, как полиция заявила, что они не позволят им вернуться со спальными мешками и другим снаряжением после уборки. На следующее утро власти отложили уборку территории парка.
20 октября. Жители на заседании общественного совета жаловались на неадекватные санитарные условия, насмешки и преследования со стороны протестующих, шум и связанные с этим вопросы. Один житель гневно жаловался на то, что протестующие «испражняются у наших порогов»; член правления Триша Джойс сказала: «Для них должны быть какие-то границы. Это не означает, что протесты должны быть остановлены. Я надеюсь, что мы сможем найти баланс по сдерживанию, потому что всё это может затянуться надолго».
15 ноября 2011 года после полуночи полицейское управление Нью-Йорка направило протестующим уведомление об уходе из парка Зукотти из-за его якобы антисанитарных и опасных условий. В уведомлении указывалось, что они могут вернуться без спальных мешков, брезента или палатки. Примерно через час, около первого часа ночи, полиция Нью-Йорка начала выводить демонстрантов из парка Зукотти, хотя большая часть протестующих к этому времени его покинула. Судья издал временный запретительный судебный приказ в пользу протестующих, требуя от мэра Блумберга указать причину выселения. Мэрия опубликовала заявление, касающееся жалоб протестующих, в том числе: «Ни одно право не является абсолютным, и каждое право сопутствует ответственности. Первая поправка дает каждому жителю Нью-Йорка право высказываться. Первая поправка защищает свободу слова — она не защищает использование палаток и спальных мешков для захвата общественных мест». Но уже утром 15 ноября 2011 года Национальная гильдия адвокатов США заявила, что получила постановление суда, разрешающее участникам акции протеста «Захвати Уолл-стрит» вернуться вместе со своими палатками в парк Зукотти в Нью-Йорке, откуда их несколькими часами ранее выдворила полиция. По словам представителей Гильдии, судебное предписание гласит, что городские власти не могут заставлять протестующих подчиняться действующим правилам поведения в парке. В процессе расчистки парка полицией были утеряны или уничтожены 2800 книг Народной библиотеки, и в ходе судебного иска штаб протестующих «Захвати Уолл-стрит» взыскал с городских властей Нью-Йорка 232 тысячи долларов компенсации.
17 ноября более 30 тысяч человек собрались заново в парке Зукотти, на Юнион-сквер, на площади Фоли, на Бруклинском мосту и в других местах города. 17 декабря, в трёхмесячную годовщину протестов, организаторы протеста призвали к «повторному захвату». Протестующие окружили принадлежащий церкви огороженный парк LentSpace (на Гудзон-сквер, Нижний Манхэттен), и начали перелезать через забор. Две лестницы были установлены по обе стороны от ворот, а также поставлены ворота, поднятые с земли, чтобы сотни протестующих могли занять парк за несколько минут до того, как въехала полиция. Протестующие пытались пробиться через несколько секций ограждения до того, как полиция Нью-Йорка остановила их, арестовав 58 человек. 20 декабря аноним раскрывает личную информацию сотрудников полиции, которые выселили протестующих «Захвати Уолл-стрит»; Джон Адлер, президент Федеральной ассоциации сотрудников правоохранительных органов, сказал, что раскрытие такой информации может позволить преступникам добиваться возмездия против полиции.
31 декабря 2011 года протестующие начали вновь занимать парк. Затем протестующие начали сносить баррикады со всех сторон парка и складывать их в кучу посреди парка Зукотти. Полиция вызвала подкрепление, так как всё больше людей приходили в парк. Полиция попыталась войти в парк, но была отброшена протестующими. Были сообщения о том, что полиция использовала перцовый аэрозоль. Около 12:40 после того, как группа протестующих отпраздновала Новый год в парке, они вышли из парка и пошли по Бродвею. Полиция в защитном снаряжении начала расчищать парк около 1:30 утра. При этом 68 человек были арестованы, включая одного обвиняемого в нанесении ножевых ранений сотруднику полиции. Помимо одного ареста по обвинению в совершении уголовного преступления, протестующие были обвинены в «хулиганстве, сопротивлении аресту и препятствовании правительственной администрации». 10 января 2012 года сотни демонстрантов на Уолл-стрит вновь вступили в парк Зукотти после того, как баррикады вокруг парка были убраны. Полиция Нью-Йорка объявила новые правила, установленные владельцем, по которым протестующим не разрешалось размещаться на ночлег в парке Зукотти.
После полицейской акции нью-йоркские демонстранты разделились во мнении относительно важности палаточного лагеря в парке Зукотти, считая, что лагерь не нужен и обременителен. С момента закрытия лагеря движение сосредоточилось на захвате банков, штаб-квартир корпораций, заседаний совета директоров, невыкупленных по ипотеке домов, кампусов колледжей и университетов и самой Уолл-стрит. С самого начала акции протеста «Захвати Уолл-стрит» в Нью-Йорке обошлись городу примерно в 17 миллионов долларов в виде оплаты сверхурочных за обеспечение порядка проведения акций протеста и лагеря в парке Зукотти.
17 марта 2012 года демонстранты «Захвати Уолл-стрит» попытались отметить шестимесячную годовщину движения, вновь заняв парк Зукотти. Вскоре после полуночи протестующие были разогнаны полицией, которая произвела более 70 арестов. 24 марта сотни демонстрантов «Захвати Уолл-стрит» прошли из парка Зукотти на Юнион-сквер в знак протеста против насилия со стороны полиции. Протестующие прошли в штаб-квартиру полиции Нью-Йорка, требуя отставки главы полиции Нью-Йорка.
17 сентября 2012 года протестующие вернулись в парк Зукотти, чтобы отметить годовщину начала захвата. Организаторы заявили, что они надеются, что возобновившееся внимание, связанное с событиями первой годовщины, может помочь омолодить движение. Протестующие заблокировали доступ к Нью-Йоркской фондовой бирже, а также другим перекрёсткам в этом районе. Это, наряду с несколькими нарушениями правил парка Зукотти, привело к тому, что полиция окружила группы протестующих, время от времени вытаскивая протестующих из толпы, которые были арестованы за блокирование движения пешеходов. Лейтенант полиции дал указание журналистам не фотографировать. По всему городу было арестовано 185 человек. «Нью-Йорк таймс» сообщила, что двое полицейских оттолкнули заместителя руководителя городского совета Джумаана Д. Уильямса после того, как он отказался подчиниться требованиям полицейских. Представитель Уильямса позже заявил, что его толкнула полиция, когда он пытался объяснить причину своего нахождения в парке, но он не был арестован или ранен. Позже городской совет Нью-Йорка принял «Закон об общественной безопасности им. Уильямса», в соответствии с которым был назначен генеральный инспектор для надзора за полицией Нью-Йорка (NYPD) и введён в действие запрет на профилирование на основе предвзятости.
Движение «Захвати Уолл-стрит» в течение одного года провело более тысячи акций протеста, большинство из которых прошли по всему финансовому району Нью-Йорка. За год офицеры в Нью-Йорке произвели более 1800 арестов в связи с акциями «Захвати Уолл-стрит». Большинство было задержано в октябре 2011 года, когда 700 протестующих были арестованы после того, как вышли на проезжую часть во время марша через Бруклинский мост.
17 сентября 2013 года по крайней мере 100 участников «Захвати Уолл-стрит» собираются в парке Зукотти, чтобы отметить вторую годовщину их начала. 17 сентября 2014 года в ознаменование третьей годовщины начала движения «Захвати Уолл-стрит» около пятидесяти бывших участников движения собрались в парке Зукотти для лекций и выступлений.
Помимо Нью-Йорка, демонстрации «Захвати Уолл-стрит» проходили и в других городах США. Как утверждают организаторы, они поддерживают связи и координируют свои акции с единомышленниками в крупных городах США и за рубежом — в Испании, Канаде, Израиле, Португалии, Греции, Австралии, Великобритании и других странах.
Спустя год после начала движения оно практически выдохлось. Прессой США оно оценивается как «модное поветрие», которое будет «сноской в учебниках истории, если его вообще упомянут». Согласно июльскому опросу Ipso/Reuters, лишь 9 % респондентов заявили, что всецело разделяют идеалы движения «Захвати Уолл-стрит».
9 апреля 2013 года администрация Нью-Йорка подписала документы о согласии урегулировать судебные иски протестующих «Захвати Уолл-стрит» к городу, и город согласился оплатить протестующим за уничтожение библиотеки и их имущества. Из 2644 арестов, связанных с «Захвати Уолл-стрит», начиная с 17 сентября 2011 года, только для 409 они закончились штрафами или осуждением. Город выплатил 1,5 миллиона долларов США компенсаций в пользу протестующих, для урегулирования 80 судебных процессов, инициированных протестующими против действий полиции и города, ещё десятки ожидают решения. В эту стоимость не входят судебные издержки и сверхурочные для сотрудников, которые должны были патрулировать улицы вокруг парка Зукотти в течение двух месяцев, когда он был занят. Расходы бюджета США на сверхурочную работу полицейских и коммунальных служб, связанную с проведением данной акции, составили не менее 13 миллионов долларов.

## Предпосылки

### Организаторы
В июле 2011 года канадский фонд Adbusters Media Foundation, известный своим антипотребительским журналом Adbusters, в котором нет рекламы, в почтовой рассылке, через журнал Adbusters и свой сайт предложил мирное занятие Уолл-стрит в знак протеста против корпоративного влияния на демократию, растущего неравенства в богатстве и отсутствия каких-либо последствий за начало мирового финансового кризиса. Они стремились совместить символическое расположение волнений на площади Тахрир 2011 года с принятием решения методом консенсуса во время испанских протестов того же года. Старший редактор журнала Adbusters, Микей Уайт, сказал, что они предложили протест через их список адресов электронной почты и эта идея «была спонтанно подхвачена всеми народами мира». На веб-сайте Adbusters говорится, что от их «одной простой претензии к президентской комиссии с требованием отделить деньги от политики» они будут «начинать выработку повестки дня для новой Америки». Они поспособствовали протестному плакату с танцующей балериной, стоящей на атакующем быке с Уолл-стрит.
Интернет-группа «Анонимы» призвала своих последователей принять участие в акциях протеста, назвав протестующих «наводнением нижней части Манхэттена, разбившим палатки, кухни, мирные баррикады и захватившим Уолл-стрит». Другие группы начали вступать в организации протеста, в том числе День Гнева США (англ. U.S. Day of Rage) и Нью-Йоркскую Генеральную Ассамблею (англ. NYC General Assembly), руководящий орган движения «Захвати Уолл-стрит». Часть протестующих заявила о поддержке интифады, палестинского движения против Израиля.

### Мотивы
Активист журнала Adbusters Калле Ласн, когда его спросили, почему он ждал три года после развала Lehman Brothers для того, чтобы начать протестовать, ответил, что после выборов президента Обамы среди молодежи было ощущение, что он будет принимать законы для регулирования банковской системы и «брать этих финансовых мошенников и привлекать их к ответственности». Тем не менее, время шло, а «чувство, что он немного робок, удивительно закрепилось за ним», и они (Adbusters) «потеряли всякую надежду, что его избрание приведет к изменениям».
Протест начался в Зукотти-парке с того момента, как там появилась частная собственность и полиция не могла на законных основаниях заставить их покинуть лагерь без запроса к собственнику. На пресс-конференции, состоявшейся в тот же день, когда начались протесты, мэр Нью-Йорка Майкл Блумберг сказал: «Люди имеют право на протест, и если они хотят протестовать, мы будем рады убедиться, что они имеют место для того, чтобы делать это» (см. также Зона свободы слова).

### Цели
Протестующие требуют, в частности, увеличения количества рабочих мест, более равномерное распределение доходов, банковские реформы и сокращение влияния корпораций на политику. Калле Ласн сравнил протест с ситуационизмом и с движением протестов 1968 года. Хотя ни один человек не может говорить от имени движения, он считает, что целью протестов является экономическая справедливость, в частности, введение «налога Робин Гуда» на международные финансовые спекуляции, восстановление закон Гласса — Стиголла и отмены «корпоративного лица» (англ. Corporate personhood).

### Нас 99 %

График, показывающий неравенство в распределении доходов в США Неравенство в богатстве и неравенство в доходах занимают центральное место среди проблем протестующих движения «Захвати Уолл-стрит».

Демонстранты в качестве политического слогана используют термин «Нас 99 %» (англ. We are the 99%) — политический лозунг, созданный движением «Захвати» в 2011 году. Первоначально он был запущен как страница блога в Tumblr, в конце августа 2011 года. Критиками и наблюдателями отмечается, что лозунг является отсылкой на расхождения в доходах, богатстве и политической власти между элитой (представляющей собой 1 %) и всеми остальными гражданами США (99 %).
Согласно отчёту Управления Конгресса США по бюджету, с 1979 по 2007 год доходы 1 % росли в среднем на 275 %, в то время как доходы 60 % американцев, составляющих средний класс, росли лишь на 40 %. С 1979 года 1 % стал платить меньше налогов, а у 400 наиболее богатых налогоплательщиков доходы росли на 392 %, при падении налогов на 37 %.
Данные Управления США по бюджету показывают, что в 1980 году 1 % населения получил 9,1 % всех доходов, в то время как в 2006 году он получил 18,8 % всех доходов. Отчёт был выпущен в то время, когда проблемы движения «Захвати Уолл-стрит» начали вызывать в США политические дискуссии. В 2009 году средний доход 1 процента составил 960 000 долларов США с минимальным доходом в 343 927 долларов.
В 2007 году 1 % американского населения контролировал 34,6 % от общего богатства страны, а следующие 19 % — 50,5 %. Таким образом, 20 % американцев принадлежало 85 % богатств страны, а остальным 80 % населения — 15 %.
Финансовое неравенство (общий собственный капитал минус стоимость одного дома) было больше, чем неравенство в общем богатстве, между 1 % населения, владеющим 42,7 %, последующими 19 % американцев, владеющих 50,3 %, и остальными 80 %, владеющими 7 % богатств страны. Однако после начала мирового финансового кризиса доля богатств страны, принадлежащих 1 % населения, выросла с 34,6 % до 37,1 %, а принадлежащих 20 % американцев — с 85 % до 87,7 %. Мировой финансовый кризис также вызвал падение в 36,1 % в среднем домашнем хозяйстве, но падение только 11,1 % у 1 % американцев, и это стало дальнейшим увеличением разрыва между 99 % и 1 % населения США. Во время экономического роста периода 2002—2007 годов, доходы 1 % росли в 10 раз быстрее, чем доходы 90 % американцев. В этот период 66 % от роста доходов американцев шли к 1 % населения США, который в 2007 году имел наибольшую долю от общего дохода, чем в любой период времени после 1928 года.
Широко распространённая среди самих участников протеста интерпретация этого лозунга как того, что их поддерживает 99 % населения, не соответствует действительности: по данным социологических опросов, уровень поддержки акции в США не превышает 40-50 %.

### Демографические данные
Протестующие различаются по политическим взглядам — некоторые являются либералами, политически независимыми, анархистами, другие идентифицируют себя как социалистов, либертарианцев или защитников окружающей среды. Ранее большинство протестующих было молодыми американцами в связи с их частым использованием социальных сетей, через которые проводилась пропаганда акции протеста «Захвати Уолл-стрит». Когда их действия стали широко известными, в них стали принимать участие многие американцы старшего возраста. Протестующие включали представителей различных религиозных конфессий, в том числе мусульман, иудеев и христиан. 10 октября 2011 года, согласно сообщению Associated Press, протесты стали привлекательными для людей «независимо от возраста, пола и расовых различий». Некоторые средства массовой коммуникации в своих сообщениях новостей сравнивали эти протесты с левой версией акций протеста «Чаепитие».
Согласно опросу Baruch College School of Public Affairs, опубликованному 19 октября 2011 года, из 1619 опрошенных протестующих в Зукотти-парке одна треть — старше 35 лет, половина из протестующих работает полный рабочий день, 13 % — безработные, а другие 13 % зарабатывают более 75 000 долларов США. 27,3 % опрошенных назвали себя демократами, 2,4 % назвали себя республиканцами, а остальные 70 % назвали себя политически независимыми.

### Организация и групповые процессы

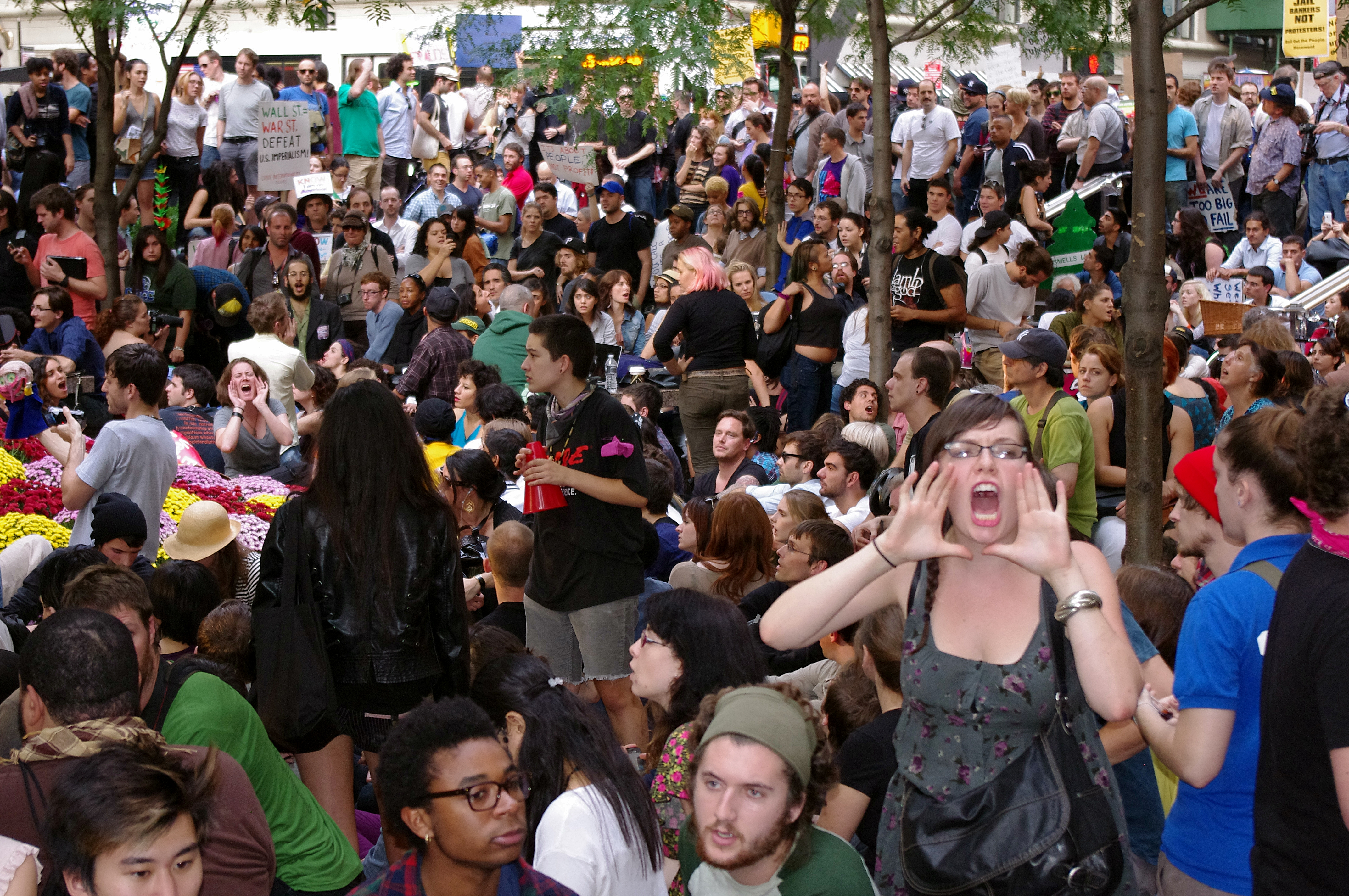
Протестующих зовёт «человек-микрофон»

Нью-Йоркская Генеральная Ассамблея (англ. The New York City General Assembly, NYCGA), каждый день встречающаяся в 14 часов по московскому времени, является главным органом движения «Захвати Уолл-стрит», принимающим решения, обеспечивающим большую часть лидерства и исполнительных функций протестующим. На заседаниях различных комитетов движения они обсуждают свои соображения и потребности, встречи имеют открытый характер. Заседания проходят без формального лидерства кого-либо, хотя некоторые члены регулярно выступают в качестве модераторов. Участники заседаний комментируют предложения комитета с помощью процесса, называемого «стэк» — очереди ораторов, к которой может присоединиться каждый протестующий.
В Нью-Йорке используется так называемый «прогрессивный стэк», в котором людям из маргинальных групп населения иногда позволено говорить перед людьми из доминирующих групп. Ведущие, или стэк-хранители, используя громкоговорители, призывают сделать «шаг вперед или шаг назад», на основании того, к какой группе принадлежат комментаторы — женщины и меньшинства могут пройти вперед, а белым людям часто приходится ждать своей очереди для того, чтобы высказаться. Концепция «прогрессивного стэка» является спорной среди движения «Захвати» и была подвергнута критике за пределами движения, как «принудительное равенство» и как «несправедливость». Добровольцы составляют протоколы заседаний, так что организаторы, которые не присутствовали могут быть в курсе прошедших событий. В дополнение к более чем 70 рабочим группам, которые выполняют большую часть повседневной работы и планирования в движении «Захвати Уолл-стрит», организационная структура также включает в себя так называемые «говорящие советы», в которых может принять участие рабочая группа.
По мнению профессора Фордхемского университета Пола Левинсона, «Захвати Уолл-стрит» и другие подобные движения символизируют другой рост прямой демократии. Социолог Хизер Гатни, также из университета Фордхэм, сказал, что в то время как движение называет себя «организацией без лидерства», у протестов в Зукотти-парке заметны организаторы. Даже при воспринимаемом «движении без лидерства», лидеры у протестующих уже появились. Посредник в некоторых из наиболее жарких дискуссий в движении, Николь Карти, сказала: «Обычно, когда мы думаем о руководстве, мы думаем о власти, но никто не имеет здесь авторитета», — «Люди подают пример, делая шаг вперёд или шаг назад, когда им нужно». По мнению TheStreet.com, некоторые организаторы приняли больше обязательств и потому более заметны, чем другие, а своеобразное «ядро» из пяти организаторов является наиболее активным.

#### Финансирование
По данным The Wall Street Journal, «Альянс за глобальную справедливость» (англ. Alliance for Global Justice), вашингтонская некоммерческая организация, согласилась стать спонсором «Захвати Уолл-стрит» и придать ей её безналоговый статус, так что жертвователи смогут дать движению денег. Это означает, что «Альянс за глобальную справедливость» имеет решающее слово в расходовании денег, хотя его представители и говорят, что не участвовали в принятии решений и будут согласны в том случае, если протестующие будут тратить деньги на то, что не будет нарушать их безналоговый статус. В конце октября было сообщено, что финансовый комитет движения «Захвати Уолл-стрит» работает с адвокатом и бухгалтером, чтобы отслеживать финансы; движение имеет значительное количество денежных средств на хранении в Объединённом банке (англ. Amalgamated Bank). В конце октября Генеральная Ассамблея движения «Захвати Уолл-стрит» зарегистрировала свой налоговый статус как 501(c)(3). «Захвати Уолл-стрит» принимает пожертвования, в первую очередь через веб-сайт движения.

## Поддержка

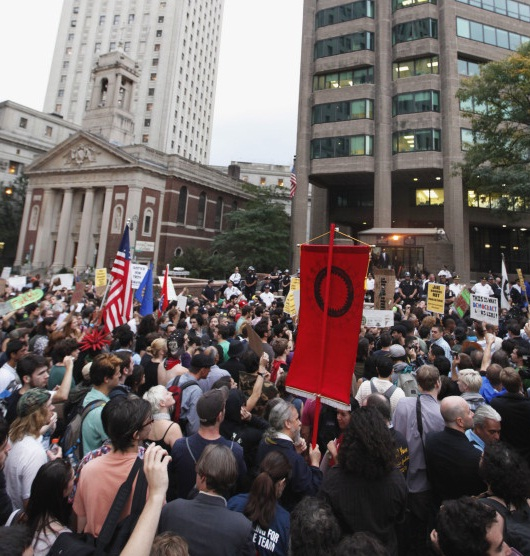
Протесты на 14-й день акции Occupy Wall Street 1 октября 2011 года

Согласно проведённому 13 октября[уточнить] журналом Time опросу, 54 % американцев положительно относятся к протестам, в то время как 23 % — отрицательно. Опрос, проведённый CBS News/New York Times, показывает, что 43 % американцев согласны с протестующими против 27 % несогласных.
К 15 октября[уточнить] к акции протеста подключился почти весь мир, антикорпоративные выступления проходят в 951 городе в 82 странах (по данным организаторов акции, скоординированной через социальные сети). Несколько знаменитостей заявили о поддержке акции; среди них:
- музыканты Билли Брэгг Том Морелло (Rage Against the Machine), Серж Танкян, Пит Сигер, Джоан Баэз, Lupe Fiasco, Talib Kweli, Канье Уэст, Radiohead и Anti-Flag; Тим Макилрот (Rise Against)
- актёры Алек Болдуин, Элайза Душку, Розанна Барр, Саша Грей, Дэнни Гловер и Марк Руффало;
- кинорежиссёры Майкл Мур, Питер Джозеф;
- писатели Салман Рушди, Маргарет Этвуд, Наоми Кляйн, Стефан Эссель, Элис Уокер, Нил Гейман, Дэниел Хэндлер;
- философы Ноам Хомский и Джудит Батлер[82];
- основатель Википедии Джимми Уэйлс;
- епископ Питер Тарксон;
- экономисты Пол Кругман, Джозеф Стиглиц, Рави Батра и Ричард Вольфф;
- политики аятолла Хаменеи[83], Манмохан Сингх, Дилма Русеф и Уго Чавес[84].

В поддержку акции высказались Американская нацистская партия и Коммунистическая партия США.
16 октября 2011 года — президент Обама оказал поддержку протестующим и Белый дом опубликовал заявление, в котором говорится, что Обама работает на интересы 99 %.

## Мнения
- Как сообщают, ещё в первые дни «захвата» консервативный конгрессмен Питер Кинг заявил: «Мы должны постараться любой ценой не позволить этому движению получить видимости законности, я говорю совершенно серьёзно. Я достаточно стар, и я помню, что случилось в 1960-е годы, когда левые вышли на улицы, и из-за того что их поддержали средства массовой коммуникации, они смогли изменить политику страны. Мы не должны допустить этого!»[88]
- 14 октября 2011 года на «Голосе Америки» появилось интервью с американским журналистом, лауреатом Пулитцеровской премии Крисом Хеджесом, в котором он высказался: «В рамках американской политической системы невозможно проголосовать вопреки интересам банковского капитала… В этом смысле то, что мы видим, это действительно выступление девяноста девяти процентов против одного. То есть, попросту, попытка осуществить правление большинства. <…> Оно [движение] явно объединяет людей, придерживающихся разных политических и идеологических принципов. <…> Если мы не отнимем власть у корпораций, то нам придётся увидеть, как американское общество превращается в своеобразный неофеодализм. <…> Если элита коррумпирована, если маразмирующей системе противостоит огромное большинство населения, поднявшееся на защиту своих интересов, то все системы контроля вдруг оказываются хрупкими»[89].

- Джеймс Таранто, колумнист The Wall Street Journal, охарактеризовал движение как «нервный срыв у левых», вызванный провалом социальной политики Барака Обамы[90].

- В интервью в феврале 2012 года Славой Жижек высказал своё мнение о значении движения «Occupy»: «Они говорят: „Уолл-стрит должна работать на Мэйн-стрит (Главная улица — собирательный образ проживания большинства граждан США), а не наоборот“. Но ведь проблема не в этом. Проблема заключается в том, что без Уолл-стрит нет Мэйн-стрит — то есть все эти банки и система кредитов необходимы для функционирования современной системы»[91].

## Реакция во внешнем мире
Как заявил представитель МИД России, протестующие реализуют демократические права на свободу выражения мнения, свободу собраний и объединений, которые гарантируются основополагающими международными договорами и соглашениями, в том числе Международным пактом о гражданских и политических правах… В реакции властей на эти выступления протеста, в том числе и в США, имеются элементы неоправданной жесткости и в ряде случаев непропорционального применения силы .